# Geronimo

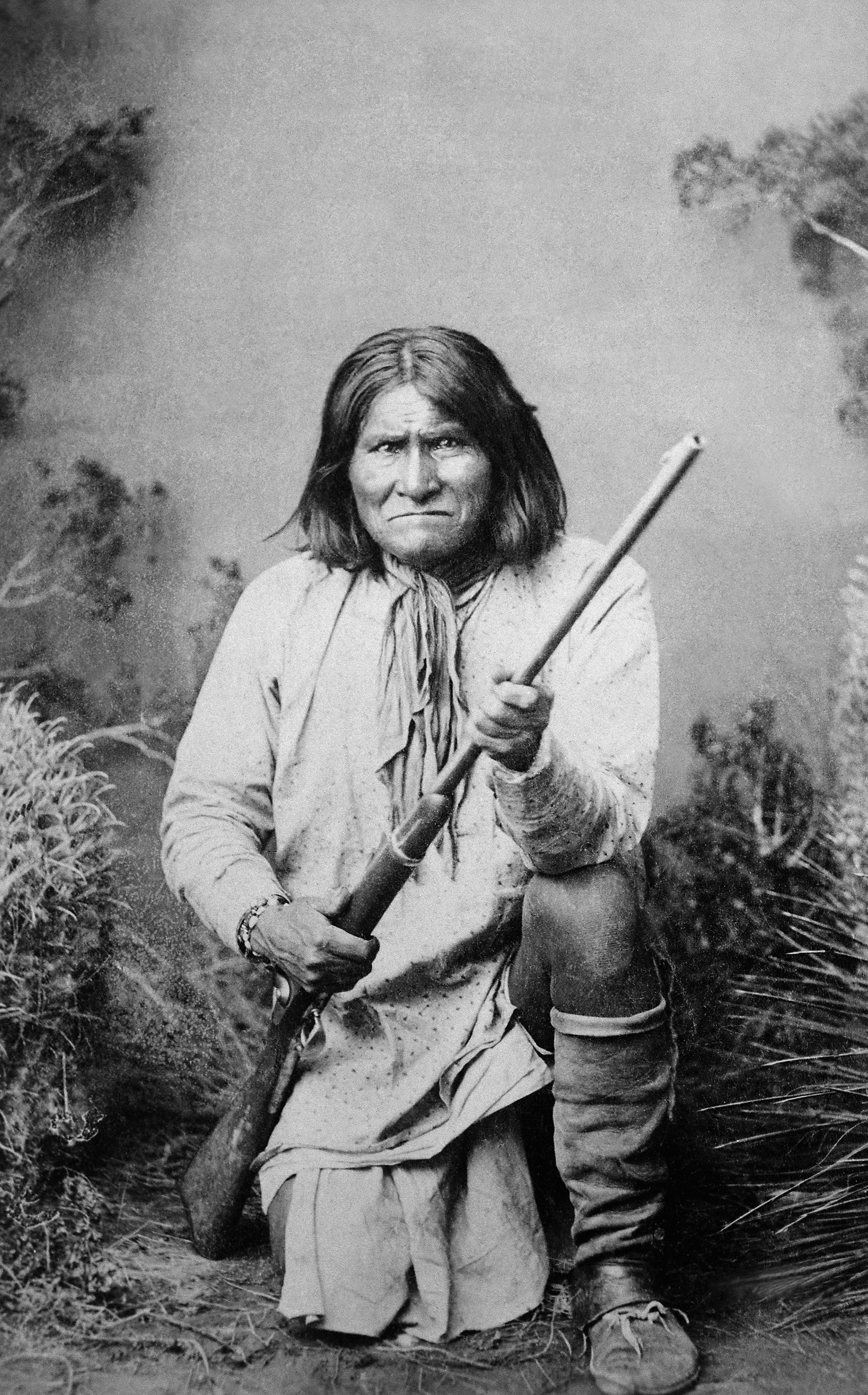
Gokhlayeh (1887)

Geronimo (spanische Anrufung des Heiligen Hieronymus (Jerónimo); eigentlicher Apache-Name in Mescalero-Chiricahua Gokhlayeh, Goyaałé bzw. Goyáálé „Der Gähnende“; * 16. Juni 1829 im No-Doyohn-Cañon bei den Gila Cliff Dwellings, Mexiko (heute im westlichen New Mexico an der Grenze zu Arizona gelegen); † 17. Februar 1909 in Fort Sill, Oklahoma) war ein Medizinmann (Diyin) der Chiricahua-Apachen und bedeutender Kriegshäuptling einer Band von Bedonkohe, Chihenne und Nednhi. Sein lang andauernder Kampf wegen der von ihm als Unrecht empfundenen Besetzung seines Landes und sein erfolgreicher Widerstand gegen Truppen der USA und Mexikos machten ihn zu einem der bekanntesten Ureinwohner Nordamerikas; seitens der Weißen wurde er daher fälschlicherweise als Häuptling angesehen, jedoch unterstand er immer der Führung der Häuptlinge Loco, Nana, Juh und Naiche.

## Leben

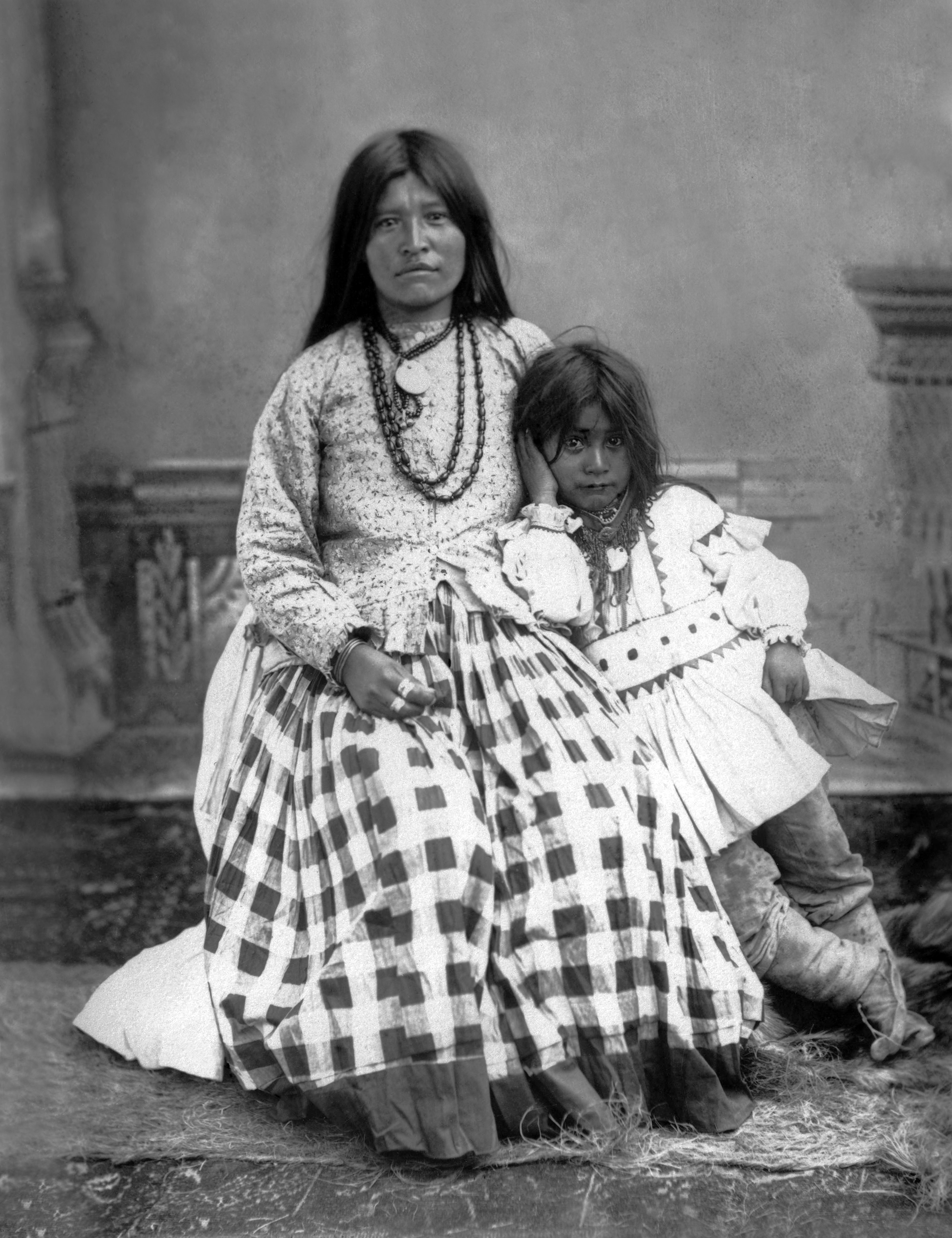
Gokhlayehs Frau Taz-ayz-Slath und eines seiner Kinder

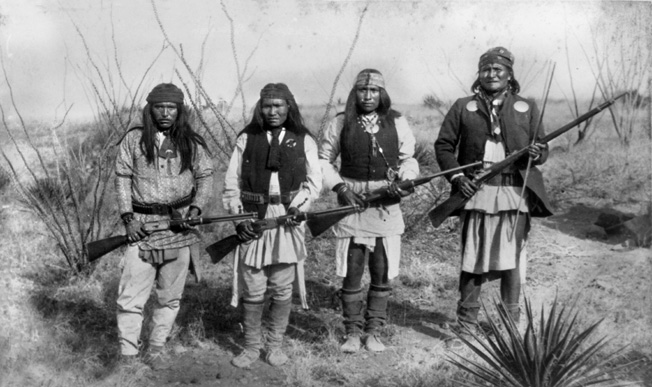
v. l. n. r. Yahnozha, Chappo, Fun und rechts Gokhlayeh

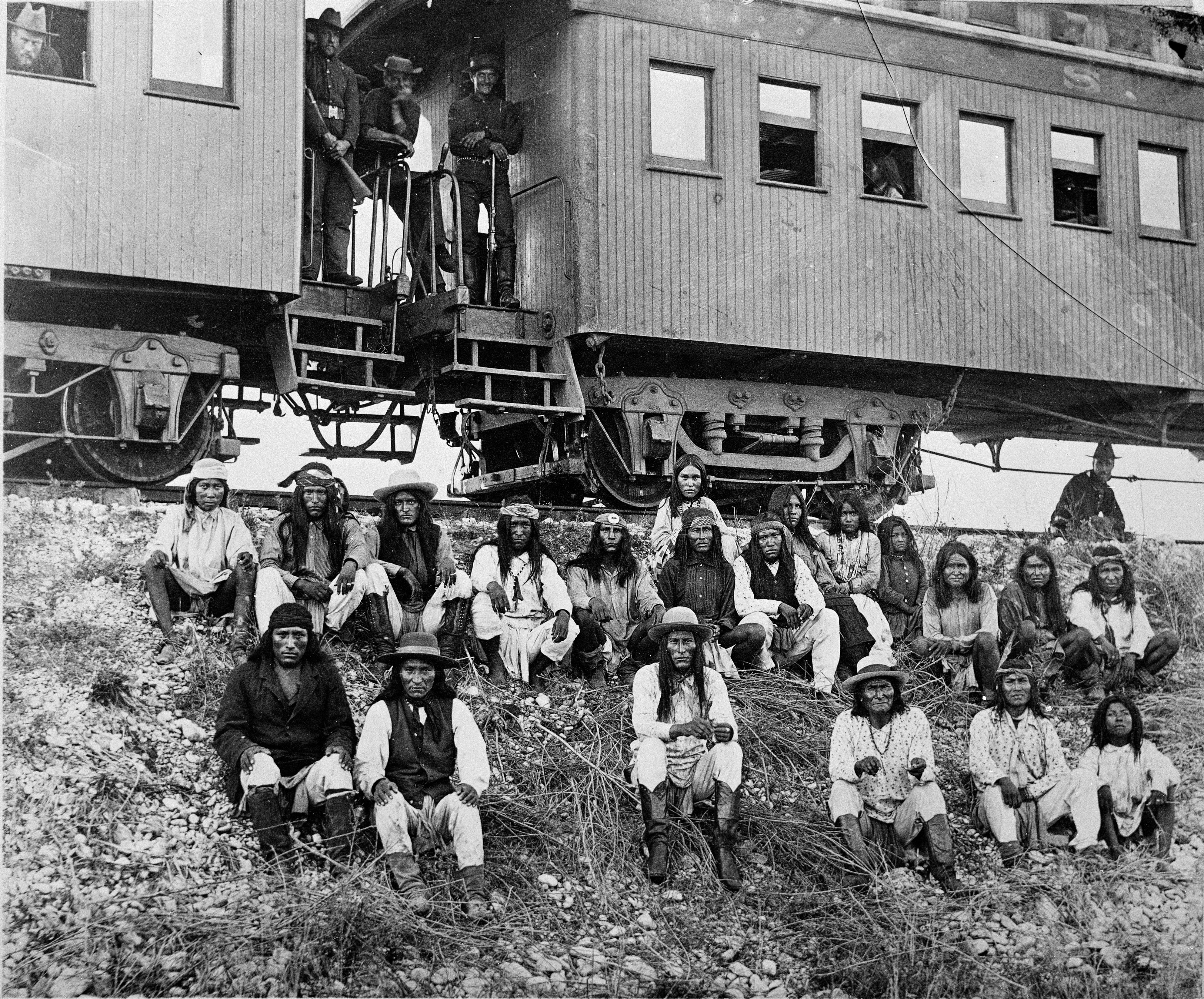
Gefangenentransport; Naiche, Mitte vorne, sowie zur Rechten Gokhlayeh und Sohn

Ursprünglich hieß er Gokhlayeh („Der Gähnende, Einer, der gähnt“), diesen Namen wählte sein Vater Taklishim („der Graue“), da der Junge immer sehr müde war und oft gähnte. Gokhlayeh war Sohn einer Apachin mit dem spanischen Namen Juana und Taklishims, einem Sohn von Mahko, des letzten bedeutenden Häuptlings der Bedonkohe Band Beide Eltern verlor er bereits 1837, als der Händler James Johnson und seine Skalpjäger während eines Festes, zu dem die Weißen eingeladen hatten, das Feuer auf 400 Apachen eröffneten und anschließend alle toten Apachen skalpierten. Der Grund für dieses Abschlachten war ein Gesetz, das die Regierungsverwaltung für Chihuahua im Jahre 1837 erließ. Für jeden Skalp eines Apachen-Kriegers wurden 100 Dollar, für einen Frauenskalp 50 Dollar und für den Skalp eines Kindes 25 Dollar gezahlt. Der neue Häuptling und mächtigste Führer der Bedonkohe-Apachen (der auch starken Einfluss in den Gruppen der Chihenne und Chokonen hatte), Mangas Coloradas, nahm sich des Waisen an.
1851 überfielen die mexikanischen Truppen von General Jose Maria Carrasco, dem Militärgouverneur des Bundesstaats Sonora, das Lager Geronimos bei Casa Grande (Arizona). 21 Apachen wurden getötet, 62 gefangen genommen. Es ist wahrscheinlich, dass seine Adoptiv-Mutter, seine Frau und seine drei Kinder unter den Opfern waren und dass sein lebenslanger Hass auf alle Mexikaner eine Folge dieses Verlustes war. In seinen späten Erinnerungen schreibt er:

„Als wir spätnachmittags aus der Stadt zurückkamen, trafen wir ein paar Frauen und Kinder, die uns berichteten, dass mexikanische Truppen aus einer anderen Stadt unser Lager angegriffen, alle unsere Wachen getötet, alle unsere Ponys geraubt, unsere Waffen beschlagnahmt, unsere Vorräte vernichtet und viele unserer Frauen und Kinder getötet hatten. … und als alle gezählt waren, sah ich, dass meine betagte Mutter, meine junge Frau und meine drei kleinen Kinder unter den Ermordeten waren.“

Gokhlayeh erklärte den Besatzern seines Landes den Krieg. Dazu verbündete er sich mit Cochise, einem Häuptling der Chokonen-Apachen, einer der vier Gruppen der Chiricahua. Mit diesen ging er in seine erste Schlacht nahe der Stadt Sonora – heute im US-Bundesstaat Arizona, damals Mexiko – die viele feindliche Soldaten mit dem Leben bezahlten. Von nun an folgten jährlich verschiedene Kriegshandlungen, auch in mexikanischen Städten.
Geronimos Aufruf:

„Stammesbrüder, ihr habt alle gehört, was die Mexikaner mir vor kurzem ohne jeden Grund zugefügt haben. Ihr seid meine Angehörigen, meine Onkel, Cousins und Brüder. Wir sind auch Manns genug – wir können mit den Mexikanern das gleiche tun wie sie mit uns. Gehen wir los und spüren sie auf! Ich führe euch in ihre Stadt, wir werden sie in ihren Häusern angreifen. Ich werde ganz vorne kämpfen. Euch frage ich nur, ob ihr mich dabei unterstützen wollt, die Untat zu rächen, die die Mexikaner verübt haben. Werdet ihr meiner Bitte Folge leisten? – Gut ich sehe, ihr kommt alle. Denkt daran, was Krieg bedeutet: Entweder kehren die Kämpfer zurück oder sie werden getötet. Wenn einer von diesen jungen Männern sein Leben lassen muss, dann möchte ich nicht, dass seine Angehörigen mir Vorwürfe machen; denn die Männer haben sich selbst entschieden mitzugehen. Sollte ich getötet werden, so braucht niemand um mich zu trauern. Meine Allernächsten sind dort ermordet worden, und auch ich bin, wenn es sein muss, bereit, dort zu sterben.“

### Anführer der Chiricahua
Als Cochise starb, wurde Gokhlayeh von dessen Sohn Naiche und weiteren wichtigen Stammesmitgliedern zum Kriegshäuptling gewählt. Häuptling der Chokonen und der Bedonkohe, die sich diesen angeschlossen hatten, wurde Naiche. Eine andere große, unabhängige Gruppe der Chokonen führte zu dieser Zeit Chihuahua an, mit seinem Bruder Ulzana als seinem segundo. Die südliche Gruppe der Chiricahua, die Nednhi, wurden von Juh  und Natiza geführt, die Chihenne folgten wiederum Victorio und seinem segundo, Nana. Gohkhlayeh war also keineswegs der alleinige Anführer der Chiricahua, oder gar aller Apachen, sein Ruf und sein Wort hatten aber vielerorts großes Gewicht.
Gokhlayeh war unter den Chiricahua ein allgemein respektierter „heiliger Mann“ (Diyin), es wurde aber auch von seinen Gegnern die Verschwörungstheorie verbreitet, er sei ein böser Hexer, der seinem Volk nur Unglück gebracht hätte. Sein Einfluss beruhte auf seiner Diya, seiner „Kraft“, die er nach eigenen Angaben auf Gott bezog und die ihm zu übernatürlichen Visionen verhalf. Die Apachen glaubten, er besäße Ndaa K’ehgodih, eine Kraft, die es ermöglichte, die Gedanken der Feinde zu beeinflussen, auf dass Kugeln ihr Ziel verfehlten und sich sogar in Wasser auflösten. Zudem besaß er noch Inda-ce-hondi („Enemy-against-Power“), die es ihm ermöglichte, im Kampf gegen den Feind die Gesetze von Zeit und Raum aufzulösen. Einmal hätten Augenzeugen sogar wahrgenommen, dass durch seine „Kraft“ der Sonnenaufgang um ein paar Stunden verzögert wurde, damit sich die Apachen nach einem ihrer Kämpfe noch in der Dunkelheit davonschleichen konnten.

### Wechselvolle Kämpfe (1876–1886)
Nach zahlreichen erfolgreichen Kämpfen kapitulierte Gokhlayeh am 21. April 1877. In Friedensverhandlungen mit einem General der US-Truppen wurde ihm angeboten, auf einem von der Regierung zur Verfügung gestellten Grund Farmer zu werden. Nachdem Gokhlayeh den Krieg seines Volkes gegen die Besatzer für beendet erklärt hatte, wurden er und seine Leute in das von US-Truppen streng kontrollierte San-Carlos-Reservat verbracht. Allerdings war dieses Reservat direkt in der Wüste gelegen und großteils unfruchtbar, es gab kein Wasser und keine Nahrung. Das Leben war von den unregelmäßigen Lebensmittellieferungen der US-Armee abhängig. Im ersten Jahr starben Hunderte von Apachen an Unterernährung oder Krankheit, im zweiten Jahr waren es nicht weniger. Gokhlayeh litt vor Sorge um sein Volk. Aufgrund einer seiner „Visionen“ beschloss er, das geschlossene Friedensabkommen zu beenden und mit den Überlebenden aus dem Reservat zu flüchten. Er ging mit ihnen auf die mexikanische Seite der Sierra-Madre-Berge, ihrer eigentlichen Ursprungs-Heimat. Dort waren sie vorerst vor der amerikanischen Armee in Sicherheit.
Es folgten wechselnde Kriegserklärungen gegen die Besatzer, die sich mit jeweiligen Friedenszeiten abwechselten, in denen er und seine Leute dann teils in New Mexico, teils im San-Carlos-Reservat mehr schlecht als recht lebten. Gokhlayeh und sein Volk verließen im Fall ihrer erneuten Kriegserklärung immer wieder das lebensfeindliche Reservat, die Krieger unternahmen Widerstandskämpfe gegen die feindlichen Landbesetzer in kleineren Dörfern und Gebieten, wie Ures, wo sie Vorräte und Pferde erbeuteten. Der Umstand, dass seine Gegner seiner nicht habhaft werden konnten, führte dazu, dass auf ihn nicht nur von den USA, sondern auch von den Mexikanern ein jeweiliges Kopfgeld ausgesetzt wurde. 1882 unternahm er einen Angriff auf das von US-Truppen kontrollierte Reservat in San Carlos und zwang Loco, einen Häuptling der Chihenne, sich mit seinen Kriegern und deren Frauen den in New Mexico lebenden Apachen anzuschließen. Auf dem Weg nach Mexiko gerieten die Apachen, unter denen sich auch einige Westliche Apachen befanden (die man bei dem Überfall für Chiricahua hielt), in einen mit US-Truppen abgestimmten Hinterhalt der mexikanischen Armee, wobei fast hundert starben, die meisten Frauen und Kinder. Für die getöteten Indianer wurde Kopfgeld eingehoben. Diese „gewaltsame Entführung“ aus der Reservation sowie die Verluste durch den Hinterhalt werden Gokhlayeh mancherorts noch heute von einigen Apachen vorgehalten. Gokhlayeh hielt dem in seinen späteren Erzählungen entgegen, dass er und alle, wenn sie gegen das Unrecht der Weißen kämpften, immer ihren Tod, hin zu Gott, als die eigentliche und letztmögliche Befreiung von den feindlichen Eindringlingen betrachtet hätten.
1884 erklärte er ein letztes Mal den Krieg und brach mit seinen Leuten aus dem Reservat aus, da er beinahe Opfer eines Mordanschlages geworden war. Er führte mit seiner kleinen Schar an Kriegern eine Art von Guerillakrieg gegen die ihn verfolgenden Besatzungstruppen und schaffte es geschickt, sich ihnen zu entziehen, indem er die Grenze passierte, da ihm die feindlichen US-Truppen offiziell dorthin nicht folgen durften. Die meiste Zeit hielt er sich mit seinen Männern in der Sierra Madre versteckt.
Als Geronimo sich General Crook am 27. März 1886 im Cañon de los Embudos im mexikanischen Bundesstaat Sonora ergab, sagte er nur folgendes: „Einst war ich frei wie der Wind, jetzt ergebe ich mich … und das ist alles.“ In der folgenden Nacht flüchtete er erneut. Dafür bezichtigte ihn Crook später als Lügner, der sich nicht an sein Wort halte.

### Letztmalige Kapitulation
Als zuletzt ein Kopfgeld von über 2.000 US-Dollar auf ihn ausgesetzt war, kapitulierte er nach Verhandlungsgesprächen letztmals am 4. September 1886 und beendete somit endgültig seinen Widerstand mit noch 36 verbliebenen Kriegern. Er stellte sich den Amerikanern unter dem Kommando von General Nelson A. Miles, die ihm jahrelang vergeblich mit 5.000 Soldaten, einem Heliografensystem, 500 Apachen-Scouts, dem Chefscout Al Sieber, 100 Navajo-Scouts und 3.000 mexikanischen Soldaten nachgestellt hatten.

### Gefängnis und Lebensende

Gokhlayeh 1886 nach seiner Gefangennahme im Quadrangle des Forts Sam Houston, Texas

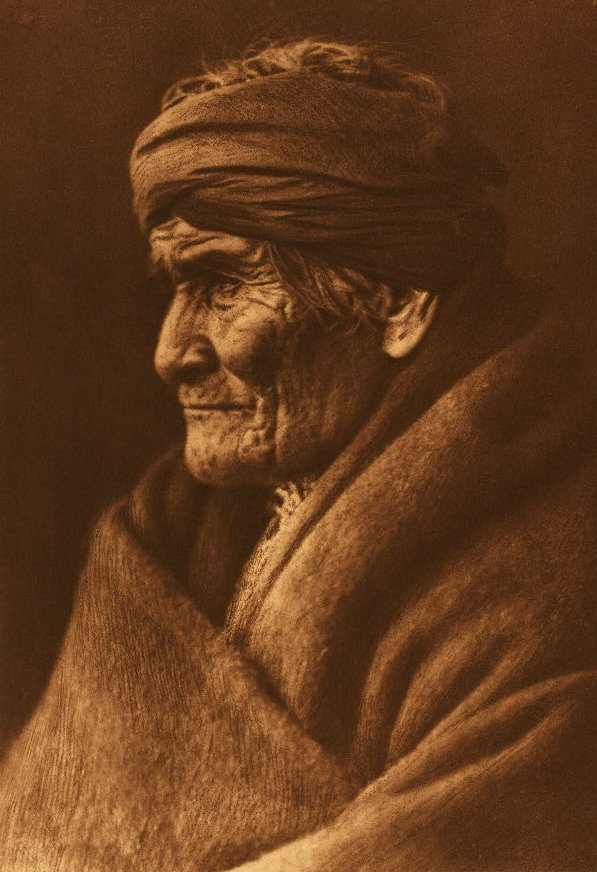
Geronimo, Porträt von Edward Curtis, 1905

Entgegen ursprünglichen Friedensvereinbarungen, in denen zunächst für ihn und den kleinen Rest seines einstmals großen Volkes fruchtbares Farmland zugesichert wurde, brachte man ihn und einige seiner Leute, teilweise für viele Jahre, in weit entfernte, wechselnde Armeegefängnisse. Zunächst wurde er in Fort Sam Houston in San Antonio, Texas, gefangengehalten. Dann wurde er wechselweise nach Fort Pickens, Florida, in die Verbannung, im Anschluss nach Fort Marion, Alabama, und schließlich 1894 nach Fort Sill in Oklahoma ins Indianerterritorium überstellt. Dort konvertierte er 1903 zum Christentum, wurde Methodist und besuchte regelmäßig den Gottesdienst. Dem inzwischen im ganzen Land berühmt gewordenen Gokhlayeh wurde schließlich im von US-Truppen kontrollierten Reservat ein kleines Stück Farmland zur Verfügung gestellt.
Im hohen Alter diktierte Gokhlayeh seine Lebensgeschichte einem weißen Autor. Eine Zeit lang wurde dieses Werk nicht veröffentlicht. Erst als Präsident Theodore Roosevelt seine Genehmigung zur Veröffentlichung gab, erschien es. Es gilt allerdings als sicher, dass viele Stellen durch die US-Zensur überarbeitet wurden und es sich nicht ausschließlich um die Originalgeschichte handelt, die Gokhlayeh erzählte.
Die Zusage, wie in den früheren Kapitulationsverhandlungen vereinbart, in das Gebiet seiner ursprünglichen Heimat zurückkehren zu dürfen, wurde nie eingehalten. Gokhlayeh starb am 17. Februar 1909 an einer Lungenentzündung und wurde auf dem Friedhof von Fort Sill, über tausend Kilometer von seiner geliebten Heimat entfernt, bestattet. Einer Legende der Apachen zufolge sang der „letzte Freie Krieger“ auf dem Totenlager folgende Worte: „O Ha Le a“ – frei übersetzt: „Ich warte“. Manche Indianer, auch außerhalb der Apachen, werten diese Worte als „Ich warte auf die Wende des Schicksals“, was einige Vertreter der sogenannten „Roten Nation“ bis heute bestärkt. Andere indianische Interpretationen stützen sich auf seine früheren Aussagen in Bezug auf eigene lebensgefährliche Kriegseinsätze, wonach dieses „Ich warte“ nur als die von ihm bezeichnete erwartete Befreiung von den Besatzern, hin zu Gott durch den diesseitigen Tod, zu verstehen ist.

## Grabraub und Petition
Gokhlayehs Grab befindet sich auf dem „Apache Indian Prisoner of War Cemetery“ in Fort Sill (Oklahoma).
Die Skull and Bones Society, darunter Prescott Bush, Vater von George H. W. Bush und Großvater von George W. Bush, sollen verschiedenen Quellen zufolge 1918 das Grab Gokhlayehs ausgeraubt und seine Knochen in ihr Kultmuseum gebracht haben.
Der Historiker Marc Wortman entdeckte 2006 einen Brief des Skull-and-Bones-Mitglieds Winter Mead, in dem die Entwendung des Schädels behauptet wird. Der Schädel solle sich in der „Grabhalle“ der Bruderschaft in der Yale-Universität befinden und unter Glas aufbewahrt werden. Mead war allerdings nicht in Fort Sill stationiert, und Historikern zufolge war Geronimos Grab zu der Zeit nicht markiert.
Die Yale-Universität erklärte laut New York Times, dass sie keine Knochen Geronimos aufbewahre, aber auch, dass sie nicht für Skull & Bones sprechen könne, da dies eine von der Universität unabhängige Institution sei.
Einige Apachen, darunter Gokhlayehs Urenkel Harlyn Geronimo, forderten in einer Petition an den US-Kongress die Rückgabe der Gebeine Geronimos. Ned Anderson, ein Apachenhäuptling, hatte bereits 1986 mit Unterstützung des FBI George W. Bushs Onkel Jonathan Bush zur Herausgabe des Schädels aufgefordert. Diese Aktionen blieben ohne Erfolg. Darauf klagten 20 Apachen, darunter Harlyn Geronimo, 2009 vor einem Bundesgericht in Washington auf Herausgabe des Schädels. Als Vertreter der Anklage konnten sie nur den früheren US-Generalbundesanwalt Ramsey Clark gewinnen. Clark sagte denn auch, es gebe keine „harten“ Beweise dafür, dass die Knochen tatsächlich in dem Kultmuseum zu finden seien.
Die Kläger berufen sich auch auf das 1990 erlassene Gesetz zum Schutze und zur Rückführung indianischer Gräber, den American Indian Graves Protection and Repatriation Act. Jeff Houser, Vorsitzender der Apachen von Fort Sill, bezeichnet die Nachricht vom Grabraub dagegen als Falschmeldung. Gemäß den Bräuchen der Apachen darf die Totenruhe auf keinen Fall gestört werden, daher kann die An- oder Abwesenheit der Knochen im Grab nicht bestätigt werden.

## Zitat
„Ich möchte nun zu gerne wissen, wer es war, der den Befehl gab, mich festzunehmen und zu hängen. Ich lebte friedlich dort mit meiner Familie im Schatten der Bäume und tat genau das, was General Crook mir geraten hatte zu tun. Ich habe oft um Frieden gebeten, aber Ärger kam immer von den Agenten und Dolmetschern. Ich habe nie Unrecht ohne Grund getan, und wenn ihr von Unrecht redet, oder auch nur an Unrecht denkt, so tätet ihr besser daran, an das Unrecht zu denken, das ihr dem Roten Manne zugefügt habt, und das tief und weit wie ein Ozean ist, durch den niemand mehr waten kann, ohne darin zu ertrinken.
Mein Unrecht dagegen ist wie ein kleiner ausgetrockneter Bachlauf, den habgierige Weiße mit den Tränen meines Volkes gefüllt haben. Ich habe dieselben Weißen diese Tränen austrinken lassen, bis auf den letzten Tropfen, so dass ich wieder auf den Bach gehen kann, ohne meine Mokassins mit Unrecht zu nässen. Sagt mir, was daran Unrechtes ist! Ihr sagt selbst, dass ein Mensch, der einen anderen tötet, getötet werden muss. Seht, wie zahlreich der Rote Mann war, bevor ihr kamt, und seht, wie viele Rote Menschen ihr getötet habt. So dürft ihr nach eurem eigenen Gesetz heute nicht hier stehen, sondern müsstet alle tot sein, wenn Euer Gesetz wahrhaftig wäre!“

## Künstlerische Verarbeitung der Figur
- 1939: Geronimo, die Geißel der Prärie (Geronimo)
- 1942: Tal des Todes (Valley of the Sun)
- 1950: Der gebrochene Pfeil (Broken Arrow)
- 1952: Son of Geronimo: Apache Avenger
- 1952: Teufel der weißen Berge (Indian Uprising)
- 1953: Taza, der Sohn des Cochise (Taza, Son of Cochise)
- 1954: Massai – Der große Apache (Apache)
- 1956: Ritt in den Tod (Walk the Proud Land)
- 1962: Das letzte Kommando (Geronimo)
- 1962: Geronimos Rache (Geronimo’s Revenge)
- 1993: Die Blutrache des Geronimo (Geronimo)
- 1993: Geronimo – Eine Legende (Geronimo: An American Legend)

Die Figur hat ferner einen Auftritt im Kapitel 6b der Comicreihe Onkel Dagobert – Sein Leben, seine Milliarden von Don Rosa. In der Reihe Mister Blueberry erschien das Album Geronimo der Apache in der Ehapa Collection, Köln 2000, Band 36, in Zack 7 bis 11, 2000, und in den Blueberry-Chroniken Band 11, Ehapa Comic Collection 2008. Ernie Hearting widmete Geronimo den Band 4 seiner Reihe „berühmte Indianer, weisse Kundschafter“ (1956, Waldstatt Verlag, Einsiedeln).
1899 malte Elbridge Ayer Burbank ein Porträt von Geronimo, welches sich jetzt im Smithsonian American Art Museum befindet.
1971 widmete Elton John Geronimo eine Zeile in seinem Song Indian Sunset  vom Album Madman Across the Water. Dieser Song wurde später, in 2004, produziert von Eminem, von Tupac Shakur in seinem Song Ghetto Gospel als Sample verwendet.
In dem Film Wind aus dem Jahr 1992 wird der sportliche Kampf um den America’s Cup thematisiert. Die siegreiche Film-Yacht wurde nach Geronimo benannt.
Ein Song der Gruppe Unwritten Law aus dem Jahre 2001 trägt den Namen Geronimo. Auf dem 2013 erschienenen Rapalbum des Berliner Künstlers Mosh36 wird mit dem Satz „[…] nenn mich Geronimo, ich kämpfe gegen Amerika“ (Track Ncct) Bezug auf den Häuptling genommen.

## Nutzung des Namens durch das US-Militär
Die US Navy benannte zwei ihrer Schiffe nach Geronimo:
- 1933 den Hafenschlepper USS Geronimo (YT-119)[19]
- 1948 das Hilfsschiff USS Geronimo (ATA-207)[20]

Bei Fallschirmjägern der amerikanischen Streitkräfte ist es Usus, vor dem Absprung den Namen Geronimo auszurufen. Dies soll auf Soldaten im Jahr 1940 zurückgehen, welche vor einem Fallschirmsprung den Film Geronimo, die Geißel der Prärie gesehen haben sollen. So findet der Ausruf beispielsweise Anwendung bei der 101st Airborne Division.
Das 501st Infantry Regiment führt seinen Namen als Motto im Wappen.
Bei der Operation Neptune Spear wurde der Name Geronimo durch die Navy SEALs als Codename für Osama bin Laden verwendet. Dies stieß im Nachgang auf Empörung von Indianerverbänden, die diese Benennung als rassistisch bezeichneten.

### Deutsch
- Geronimo: Ein indianischer Krieger erzählt sein Leben. 1994, ISBN 3-88977-382-6.
- Benjamin Capps: Die großen Häuptlinge. Time Life Magazine, 1994, ISBN 90-6182-514-8: 2. Ein Guerillakrieg in der Wildnis, Cochise und Geronimo, S. 6 ff.
- Elmar Engel: Geronimo und die Apachen. Lamuv Verlag, Göttingen 1996, ISBN 3-88977-381-8.
- Jürgen Pinnow: Die Sprache der Chiricahua-Apachen. Mit Seitenblicken auf das Mescalero. Helmut Buske, Hamburg 1988, ISBN 3-87118-853-0.

### Englisch
- S. M. Barrett (Hrsg.): Geronimo’s Story of His Life. Duffield & Company, New York 1906. (Neuauflage: 1970, ISBN 0-345-02238-6. Als html-Dokument auf ibiblio.org inkl. zahlreiche Fotografien, Autobiographie Geronimos).
- William M. Clements: Imagining Geronimo: An Apache Icon in Popular Culture. University of New Mexico Press, Albuquerque 2014, ISBN 978-0-8263-4021-4.
- Britton Davis: The Truth About Geronimo. Bison Books, 1976, ISBN 0-8032-5840-2.
- Angie Debo: Geronimo: The Man, His Time, His Place (= The Civilization of the American Indian Series. Bd. 142) University of Oklahoma Press, 1982, ISBN 0-8061-1828-8.
- William B. Griffen: Apaches at War and Peace: The Janos Presidio, 1750–1858. University of Oklahoma Press, 1998, ISBN 0-8061-3084-9
- Morris E. Opler, David H. French: Myths and tales of the Chiricahua Apache Indians. Memoirs of the American folk-lore society, 37, American Folklore Society, New York 1941 (Nachdrucke: Kraus Reprint, New York 1969; Kraus Reprint, Millwood, NY 1976; University of Nebraska Press, Morris by Lincoln 1994, ISBN 0-8032-8602-3).
- Alexandra Robbins: Secrets of the Tomb: Skull and Bones, the Ivy League, and the Hidden Paths of Power. Little, Brown, Boston 2002, ISBN 0-316-72091-7.
- Edwin R. Sweeney: From Cochise to Geronimo. The Chiricahua Apaches 1874–1886. University of Oklahoma Press, 2004, ISBN 978-0-8061-4272-2.